# Stade Louis-Nicollin
Das Stade Louis-Nicollin ist ein geplantes Fußballstadion in der südfranzösischen Stadt Montpellier, Hauptstadt des Département Hérault. Es soll das Stade de la Mosson von 1972 als Heimspielstätte des Fußballvereins HSC Montpellier ersetzen.

## Geschichte
2016 wurde bekannt, dass der HSC Montpellier zusammen mit der Stadt und der Region Okzitanien den Bau eines neuen Stadions plant. Auf einer Pressekonferenz im Sommer 2018, im Beisein von Bürgermeister Philippe Saurel, nannte Club-Präsident Laurent Nicollin erste Details zu dem Projekt. Der Neubau solle Stade Louis-Nicollin, nach dem ehemaligen Vereinspräsidenten Louis Nicollin, heißen. Der Vater von Laurent Nicollin war von 1974 bis zu seinem Tod 2017 im Amt. Die Spielstätte sollte rund 30.000 Plätze erhalten und Teil eines 20.000 m² großen Neubaugebietes im neuen Stadtviertel namens Cambacérès, nach Jean-Jacques Régis de Cambacérès, werden. Neben dem Fußballstadion ist eine Halle für die Handball- und Basketballmannschaften des Vereins geplant. Für das Gesamtprojekt sind Kosten von 200 Millionen Euro, davon 150 Mio. für das Stadion, angesetzt. Die Stadt will mit der Region 50 Mio. Euro in das Stadion investieren. Die weiteren Kosten werden der Verein und dessen Muttergesellschaft, die Groupe Nicollin, übernehmen. Der Bau sollte 2019 starten. Am 7. Juni des Jahres, dem Eröffnungstag der Fußball-Weltmeisterschaft der Frauen 2019, sollte der Grundstein gelegt werden. Zur Saison 2022/23 sollte die neue Heimat des HSC Montpellier einsatzbereit sein. Das Stade de la Mosson soll indes nicht abgerissen werden, da es in einem Überschwemmungsgebiet steht und man nach dem Abbruch dort nicht neu bauen dürfte. Die alte Sportstätte soll in anderer Funktion weitergenutzt werden.
Im Juni 2019 wurde klar, dass sich die Planungen für den Bau verzögern. Bei dem vorgesehenen Standort in Cambacérès wurden Zweifel gehegt, wegen eines Lärmschutzplans, ob dort das Stadion errichtet werden sollte. Laut Medienberichten sollte ein neues Gelände für das Stade Louis-Nicollin gefunden werden. Am 11. Juni gab der Bürgermeister Philippe Saurel in einer Pressekonferenz an, dass das Bauprojekt sich mindestens um ein Jahr verzögern werde. An Weihnachten 2019 verkündete der Bürgermeister den neuen Standort. Der vorherige Standort lag weniger als 500 m vom denkmalgeschützten Château de la Mogère entfernt, so entschloss man sich zur Verlegung. Der Neubau in Cambacérès soll südlich des Einkaufszentrums Odysseum errichtet werden. Dort führt nahe dem die Autoroute A 9 vorbei. Der geplante Baugrund befindet sich im Gegensatz zum Stade de la Mosson am anderen Ende der Stadt. Bis 2022 soll in der Nähe die neue Station der Linie 1 der Straßenbahn Montpellier einsatzbereit sein und 500 m vom Bauplatz des Stade Louis-Nicollin liegt seit 2018 der neue TGV-Bahnhof Gare de Montpellier-Sud-de-France. Zu den Plänen gehören ein Sterne-Restaurant mit Blick auf das Spielfeld, ein Hotel, Geschäfte, ein offizieller Fanshop, ein Seminarraum, ein Gesundheitsraum, ein E-Gaming-Center und Virtuelle Realität, Büroräume, das Nicollin-Museum und vielleicht ein Casino. Das Stadiongerüst könnte aus Holz bestehen. Auf dem Dach soll eine Photovoltaikanlage installiert werden. Unter dem Stadion ist eine Tiefgarage mit 2.000 Plätzen geplant. Sie wird aber zu Spielen nicht den Fußballfans, sondern den Gästen des Restaurants, des Hotels und anderer Stadionbereiche vorbehalten sein. Die Eröffnung der neuen Heimat des HSC Montpellier ist für 2023 oder 2024 angestrebt, laut Bürgermeister Saurel. Ursprünglich sollte die neue Fußballarena 30.000 bis 35.000 Plätze bieten. Diese Zahl wurde auf 25.000 gesenkt. Nachdem der HSC Montpellier zur Saison 2009/10 in die Ligue 1 zurückgekehrt war, kamen in den ersten Jahren durchschnittlich rund 17.000 Zuschauer zu den Heimspielen. Ende der 2010er Jahre lagen die Zahlen bei 12.000 bis 15.000 Besuchern. Das Projekt soll komplett privat von der Groupe Nicollin, ein Unternehmen der Abfallwirtschaft, und den Investoren übernommen werden, aber die Métropole wird die Kontrolle über die Stadtentwicklung behalten. Es wäre eine neue rechtliche und finanzielle Regelung. Die Gemeinde müsse in der Lage sein, die Kontrolle über das Stadion, z. B. bei einem Verkauf des Clubs, zu behalten, so Bürgermeister Saurel.